# Low Desert

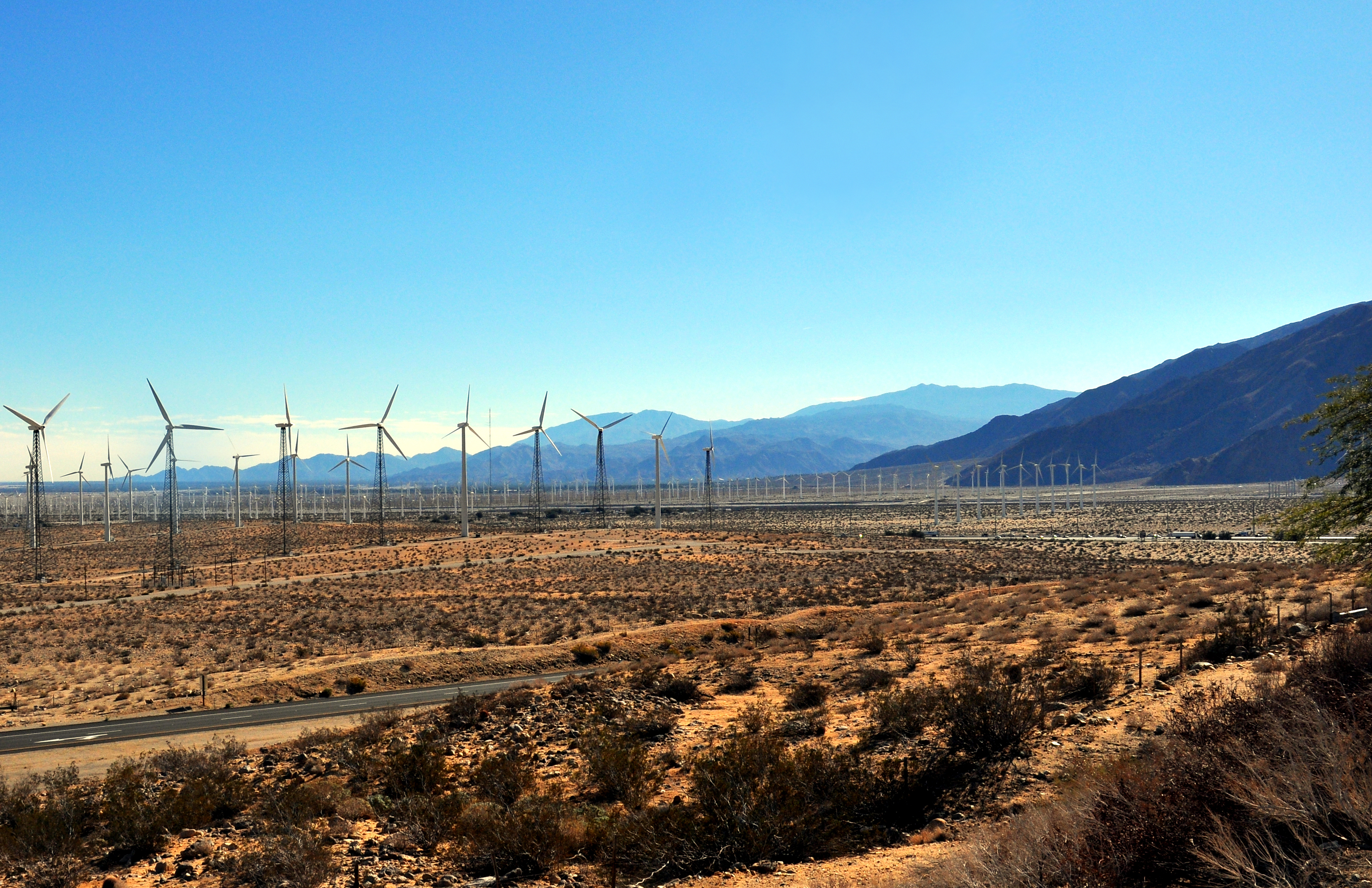
Porta d'entrada a Palm Springs, Califòrnia com es veu des de la California State Route 62 al Desert de Sonora, Califòrnia.

El Low Desert és un nom comú per a qualsevol desert a Califòrnia sota 609,6m en altitud. Aquestes àrees inclouen, però no són exclusives del Desert de Colorado i el de Yuha, a la porció del Sud de Califòrnia del Desert de Sonora. Aquestes àrees es distingeixen en biogeografia des del nord adjacent al High Desert o el Desert de Mojave per la latitud, l'altitud, la vida animal, el clima i grups de plantes natives.

## Comunitats
Les ciutats i pobles del Low Desert inclouen:
- Àrea de Coachella Valley
  - Bermuda Dunes
  - Cathedral City
  - Coachella
  - Desert Hot Springs
  - Indian Wells
  - Indio
  - Mecca
  - Palm Desert
  - Palm Springs
  - Rancho Mirage
  - Thermal
  - Thousand Palms
- Àrea de Imperial Valley
  - Brawley
  - Calexico
  - El Centro
- Àrea de Lower Colorado River Valley
  - Blythe
  - Palo Verde
  - Winterhaven
- Borrego Springs

## Parcs
- Anza-Borrego Desert State Park
- Joshua Tree National Park – porció nord del Low Desert
- Salton Sea State Recreation Area
- Indio Hills Palms Park
- Santa Rosa and San Jacinto Mountains National Monument
- Big Morongo Canyon Preserve

### Refugis i àrees de vida silvestre
- Coachella Valley National Wildlife Refuge
- Imperial National Wildlife Refuge
- Havasu National Wildlife Refuge
- Cibola National Wildlife Refuge
- Sonny Bono Salton Sea National Wildlife Refuge
- Fish Creek Mountains Wilderness
- Santa Rosa Wilderness
- Indian Pass Wilderness
- Whipple Mountains Wilderness
- Sawtooth Mountains Wilderness
- Little Picacho Wilderness